# Celestino Sarobe
Celestino Aguirresarobe Zatarain (Orio, 6 de abril de 1892 - Zarauz, 25 de mayo de 1952) fue un barítono guipuzcoano que fue conocido bajo el nombre artístico de Celestino Sarobe.
Inició estudios de arquitectura en Madrid, pero abandonó la carrera para iniciar la de medicina. Tras doctorarse en Valladolid decidió estudiar canto, como alumno de Ignacio Tabuyo y, posteriormente, en Roma con Mattia Battistini. Debutó en 1919, en el Gran Teatro del Liceo de Barcelona, en el papel del Rey Alfonso en La favorita. A continuación se presentó en la Scala de Milán (donde triunfó con Germont de La traviata), Génova, Nápoles, Viena, Praga, Berlín, Leipzig y otras ciudades europeas. En 1927 cantó en la Scala bajo la dirección de Arturo Toscanini en una reposición de Nerone de Arrigo Boito.
De su carrera operística en España se recuerdan especialmente un barbero de Sevilla en el Liceo en 1923, junto a Elvira de Hidalgo y Charles Hackett, y la Aida del Teatro Real de Madrid en 1924, con Fidela Campiña, Ofelia Nieto, Aurora Buades y Miguel Fleta.
En los años 30 concentró su carrera en los conciertos y recitales. Estrenó obras de diversos autores (Max Reger, Jesús Guridi o Jaime Pahissa) y actuó en importantes salas de concierto por toda Europa. En 1935 cosechó un gran éxito en Bilbao interpretando las canciones de Don Quijote a Dulcinea de Ravel, dirigido por Jesús Arambarri.
Desde 1939 fue profesor de canto en el Conservatorio del Liceo de Barcelona.